# 7692 Edhenderson
A 7692 Edhenderson (ideiglenes jelöléssel 1981 EZ25) a Naprendszer kisbolygóövében található aszteroida. Schelte J. Bus fedezte fel 1981. március 2-án.